# One More Time for Peace
One More Time for Peace ist Roger Chapmans 13. Studioalbum. Es wurde am 16. April 2007 unter dem Label Mystic Records veröffentlicht und wird trotz der starken Country-Rock-Einflüsse dem Bluesrock zugerechnet. Es ist sein bisher letztes, komplett mit neuen Songs eingespieltes Studioalbum, da sein 14. Studioalbum Hide Go Seek (2007) aus bis zu 28 Jahre alten unveröffentlichten Aufnahmen zusammengestellt wurde. Sieben Jahre später wurde One More Time for Peace unter dem Titel Peaceology in neuer Abmischung und mit drei neuen Titeln als sein fünfzehntes Studioalbum nochmals aufgelegt. Diesmal wurde es unter dem Label Hypertension am 24. November 2014 veröffentlicht.

## Musikstil
One More Time for Peace unterscheidet sich musikalisch deutlich von Chapmans bisherigen Alben. Die elf Songs geben ein von Chapman gewolltes „studio-live-feeling“ wieder und gründen, eher untypisch für seine Musik, auf akustischen Gitarren und Dobro, jedoch mit elektrischen Arrangements. Die Songs sind daher ruhiger als seine bisherigen Arbeiten. Es sollte eine Art Lagerfeueratmosphäre erzeugt werden, so Roger Chapman im Interview mit Tommy Millhome. Der Song One More Time for Peace, sei beispielsweise durch John Lennons Give Peace a Chance inspiriert worden. Es störe ihn jeden Morgen aufzuwachen, um wieder und wieder Nachrichten über neue Kriege, Hungersnöte und Umweltkatastrophen zu hören und es störe ihn auch der damit verbundene Gewöhnungseffekt an diese Katastrophen. Deshalb wolle er mit diesem Album die Hörer sensibilisieren und ihre Herzen erwärmen. Die Songtexte auf One More Time for Peace/Peaceology beschäftigen sich überwiegend mit der zerrissenen Welt und dazu passenden biblischen Metaphern und werden von dem Musikkritiker und Radiomoderator Pete Feenstra wegen ihrer außergewöhnlichen Qualität gelobt. Chapman beschrieb seine Texte als sehr persönlich aber auch kryptisch.
Sechs Titel können dem Country-Rock zugeordnet werden: One More Time for Peace, Sweet Bird, Naked Hearts, All Too Soon, All Night Paradise und The Same Old Loving You.
Oh Brother, Take Me Now ist dagegen ein Song mit Gospel-Einflüssen und mit einem bluesigen Intro akustischer Gitarren. Auf Peaceology wurde der Song rockiger abgemischt.
Hell of a Lullaby beginnt mit einem von Synthesizer künstlichen erzeugten Blechbläserintro und ist eine mit Keyboard und Slide-Gitarre unterlegte Ballade.
Devil Got a Son hebt sich als einziger Song stilistisch auf dem Album durch seinen violinengeleiteten funkigen Groove ab.
Der letzte Song auf beiden Alben ist das Traditional Jerusalem, das William Blakes Gedicht ‘And did those feet in ancient time’ enthält und die Thematik Frieden der Alben abrundet.
Das 2014 veröffentlichte Album Peaceology (dt.: Friedenswissenschaft) enthält in veränderter Reihenfolge und in neu abgemischten Fassungen zehn Titel des Albums One More Time for Peace. Der Song The Same Old Loving You fehlt. Dafür enthält das Album drei Neuaufnahmen, die u. a. mit den Musikern Geoff Whitehorn (Gitarre), Paul Hirsh (Piano, Orgel) und Roger Cotton (Orgel) produziert wurden: The 7th Floor ! Teach Me How It Walks, EZ Train und The Only Rose.
The 7th Floor ! Teach Me How It Walks ist der melodiöse Opener auf Peaceology mit sanften unverzerrten E-Gitarren und schwungvoller Orgel.
EZ Train ist ein Bluesstück, das durch Geoff Whitehorns raue E-Gitarre getragen wird. Es erinnert im Aufbau an Willie Dixons „Spoonfull“. Der dritte neue Song The Only Rose ist eine Ode an seinen Sohn. Chapmans Gesang wird hauptsächlich durch Paul Hirshs Piano begleitet.

## Entstehungsgeschichte
Chapman wollte nach fast zehn Jahren seiner letzten Albumproduktion Do I Leave a Stone Unturned? wieder echte handgemachte Musik machen, mit einer richtigen Band, mit Betonung des Gesangs und mit Aufnahmen, die live in einem Studio eingespielt werden. So sollten auch alle beteiligten Musiker mit ihren musikalischen Fähigkeiten zur Entstehung der Songs beitragen.
'Well I wanted to make some 'hand made' music, with a real band, playing live in the studio, with a return to the emphasis on the voice and creating a situation in which the musicians brought their own skills to bear on the songs. It turned out to be a really enjoyable process’ (Roger Chapman, 2007).

„Nun, ich wollte mit einer echten Band 'handgemachte' Musik machen, die live im Studio eingespielt wird, die wieder mehr die Stimme in den Vordergrund setzt und dabei eine Situation schafft, in der die Musiker ihre eigenen Fähigkeiten in die Songs mit einbringen können. Es stellte sich als ein wirklich sehr angenehmer Prozess heraus.“
Chapman hatte bereits im Laufe der letzten Jahre vor der Produktion des Albums viele Songs komponiert, sie immer wieder verändert und in diesen verschiedenen Versionen bei seinen Liveauftritten vorgestellt. Schließlich wurden diese Titel für One More Time for Peace aufgenommen und veröffentlicht. Chapman habe die Zeit der Studioarbeit zu diesem Album, mit Musikern, die er selbst aussuchte und die er sehr schätzte, genossen. Beim Schreiben der Songs habe er sich viele Gedanken über das Aufwachsen seines Sohnes in dieser zerrissenen Welt gemacht und sich mit dem beschäftigt, was ihn schon lange bewegte, Frieden. In diesem Sinne habe ihn auch das Traditionell Jerusalem angesprochen, was er zufällig auf einer Hochzeit in der Kirche hörte. Dort sei ihm der Text erst richtig bewusst geworden. Der Text And did those feet in ancient time des Songs Jerusalem sei zwar schon 200 Jahre alt aber noch immer aktuell und deshalb passend für sein Album gewesen.
Roger Chapmans Stimme ist hörbar brüchig geworden und hat an Volumen verloren. Das ist aufgrund seines Alters nicht verwunderlich. Er war bei den Aufnahmen 65 bzw. 72 Jahre alt und durchlief in 2007 eine schwere Kehlkopfentzündung, die ihn ernsthaft veranlasste über sein Karriereende nachzudenken. Darüber hinaus hatte Chapman seine Stimme durch viele Liveauftritte über die Grenzen hinaus belastet.

## Titelliste (One More Time for Peace, 2007)
1. One More Time for Peace! (Chapman) 4:05
2. Heading Back to Storyville (Chapman) 6:23
3. All Too Soon (Chapman) 5:08
4. Oh Brother, Take Me! (Chapman/Simpson) 6:00
5. Hell of a Lullaby (Chapman) 4:59
6. All Night Paradise (Chapman) 3:35
7. Naked Hearts (Cregan/Chapman) 3:47
8. Sweet Bird (Chapman) 3:49
9. Devil Got a Son (Chapman) 4:38
10. The Same Old Loving Feeling (Chapman/Simpson) 4:15
11. Jerusalem (Traditional) 3:14

Dauer: 49:49 Minuten

## Titelliste (Peaceology, 2014)
1. The 7th Floor! Teach Me How It Walk (Chapman) 4:44
2. Oh Brother, Take Me! (Chapman/Simpson) 5:28
3. EZ Train (Chapman) 4:49
4. Hell of a Lullaby (Chapman) 5:21
5. All Too Soon (Chapman) 5:08
6. The Only Rose (Chapman) 5:04
7. Sweet Bird (Chapman) 3:49
8. All Night Paradise (Chapman) 3:35
9. One More Time for Peace! (Chapman) 4:25
10. Devil Got a Son (Chapman) 4:38
11. Naked Hearts (Cregan/Chapman) 3:47
12. Heading Back to Storyville (Chapman) 6:22
13. Jerusalem (Traditional) 3:14

Dauer: 60:26 Minuten
Besetzung (Peaceology)
- Gesang, Harmonika, Tambourine, Hintergrundgesang: Roger Chapman (Sonny Spider)
- Gitarre (E.-, Akustik-): Jim Cregan
- Gitarre (Slide-, E.-, Akustik-, Dobro): Micky Moody
- Gitarre (Slide-, E.-, Akustik-, Mandoline, Fidel, Hintergrundgesang): Steve Simpson
- Hintergrundgesang: Bobby Tench
- Bass: Tim Harris
- Schlagzeug: Henry Spinetti
- Keyboards: Ian Gibbons, Roger Cotton (Track 9)
- Piano: Max Middleton
- E-Gitarre, Bass: Geoff Whitehorn (1, 3, 6)
- Piano, Keyboard: Paul Hirsh (6)
- Keyboard: Roger Cotton

## Rezeption
Die Alben One More Time for Peace/Peaceology konnten nicht charten, wurden jedoch von Musikkritikern positiv bewertet. One More Time for Peace bekam auf Allmusic 4 1/2 Sterne von fünf. Der Radiomoderator Pete Feenstra befand Chapmans Songs zeitlos und so gut wie die Hymne Jerusalem. Classicrock.net befand, „auf Peaceology befindet sich etwas sehr rar gewordenes, nämlich echte Musik.“ Der Musikjournalist Norbert von Fransecky befand: „One More Time for Peace ist mehr Songwriter als Rock, mehr Jackson Browne als Rolling Stones“, und es sei ein überdurchschnittliches Album. Der Neuauflage Peaceology gab er ein „sehr empfehlenswert“.